# Montauban Challenger 1995
Il Montauban Challenger 1995 è stato un torneo di tennis facente parte della categoria ATP Challenger Series nell'ambito dell'ATP Challenger Series 1995. Il torneo si è giocato a Montauban in Francia dal 3 al 9 luglio 1995 su campi in terra rossa.

## Vincitori

### Singolare
Johan Van Herck ha battuto in finale  Wojciech Kowalski con il punteggio di 6–4, 4–6, 6–3

### Doppio
Robert Devens /  Tamer El Sawy hanno battuto in finale  Clinton Ferreira /  Aleksandar Kitinov con il punteggio di 7–5, 6–4